# Cabinet de réflexion
Le cabinet de réflexion  ou selon certains rites, la chambre de réflexion ou encore cabinet de méditation est en franc-maçonnerie le nom donné au lieu où se déroule une partie du processus d'initiation. Il est utilisé lors d'une épreuve d'isolement durant laquelle le récipiendaire est invité à effectuer une certaine introspection. Celle-ci est favorisée par la présence d'objets symboliques et de sentences évocatrices qui peuvent se différencier légèrement selon les rites. Cette phase d'isolement, commence généralement le rituel initiatique qu'un profane vit lorsqu'il entre dans un parcours maçonnique. 

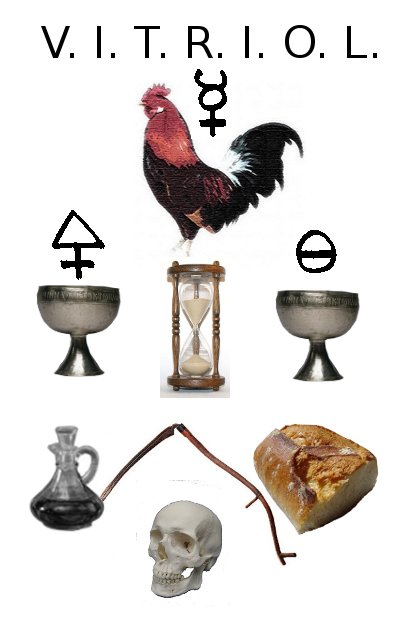
Symboles présents dans le cabinet de réflexion de certains rites

## Origines
L'isolement est une pratique séculaire des rituels initiatiques. Les tribus mandingues envoient par exemple le jeune récipiendaire s'isoler dans la forêt afin d'affronter le kankurang. Le cabinet de réflexion est perçu par certains historiens comme l'héritage des traditions alchimiques et traités ésotériques,. L'affirmation repose en outre sur le dépouillement des métaux proposé au candidat maçon et relevant de la transmutation alchimique mais aussi sur les trois principes hermétiques disposés dans le lieu : le sel, le soufre et le mercure.  L'influence aurait donné naissance, en 1750, au « rituel alchimique secret du grade de vrai franc-maçon académicien » créé par Antoine-Joseph Pernety fondateur de la loge Illuminés d'Avignon. Ce rituel comprenait toutes les évocations aujourd'hui présentes dans le cabinet de réflexion. Enfin, la chambre de méditation a été considérée par certains auteurs et psychanalystes comme la forme moderne et adaptée à nos mœurs de l'antique cabane initiatique
Au niveau des origines symboliques, l'écrivain et philosophe français Daniel Béresniak effectue lui un parallèle entre le labyrinthe mythologique crétois du Minotaure construit par Dédale  et le cabinet de réflexion. L'écrivain Oswald Wirth joua un rôle significatif dans la compréhension du symbolisme maçonnique et perpétra, par plusieurs ouvrages, l'idée d'une origine alchimique.

## Description
Le cabinet de réflexion ne se situe généralement pas dans l'enceinte du temple maçonnique, mais en est séparé. Il se présente comme une petite pièce peinte ou revêtue de noir, sans fenêtre et meublée d'un tabouret et d'une table. Dans le cabinet de réflexion, le candidat est invité à méditer longuement et à écrire son testament philosophique attestant de sa volonté de changer en lui l'être rempli de préjugés et de passions mauvaises.  Au cours de l'initiation maçonnique, le cabinet de réflexion constitue la seule épreuve durant laquelle le néophyte est isolé.
Les murs peuvent arborer la formule alchimique et maçonnique : V.I.T.R.I.O.L (dans les rites de souche écossaise) ou V.I.T.R.I.O.L.U.M. signifiant : « Visita Interiora Terrae Rectificandoque Invenies Occultum Lapidem (Veram Medicinam) », soit traduit littéralement « Visite l'intérieur de la Terre et en rectifiant tu trouveras la pierre cachée (médecine de vérité) ». L'ethnologue et historien français Jean Servier traduit la locution latine par : « Descends dans les entrailles de la Terre, en distillant tu trouveras la pierre de l’œuvre ». Il s'agit pour le candidat maçon de lire ou d'épeler cette formule invitant à l’introspection. L'acronyme pouvant en effet être considéré comme l'équivalent du « Connais-toi toi-même et tu connaîtras l'univers et les dieux » qui figurait au fronton du temple d'Apollon à Delphes, qui fut repris par Socrate et utilisée par Platon dans le Charmide. L'acronyme est entouré de symboles évocateurs de la condition humaine comme un crâne ou du pain moisi, d'autres qui se réfèrent à la morale alchimique comme le sel, le soufre ou un coq représentant le mercure ou la persévérance. Diverses sentences peuvent figurer sur les murs, comme : «  Si la curiosité t'a conduit ici, va-t'en. -  Si ton âme ressent l'effroi, ne va pas plus loin ! ».

## Symboles
Un certain nombre de symboles évocateurs, d'images archétypales figurent dans le cabinet de réflexion. Ils peuvent être présents physiquement ou représentés sur une affiche murale, voir peints ou gravés à même les murs. 

### Crâne humain

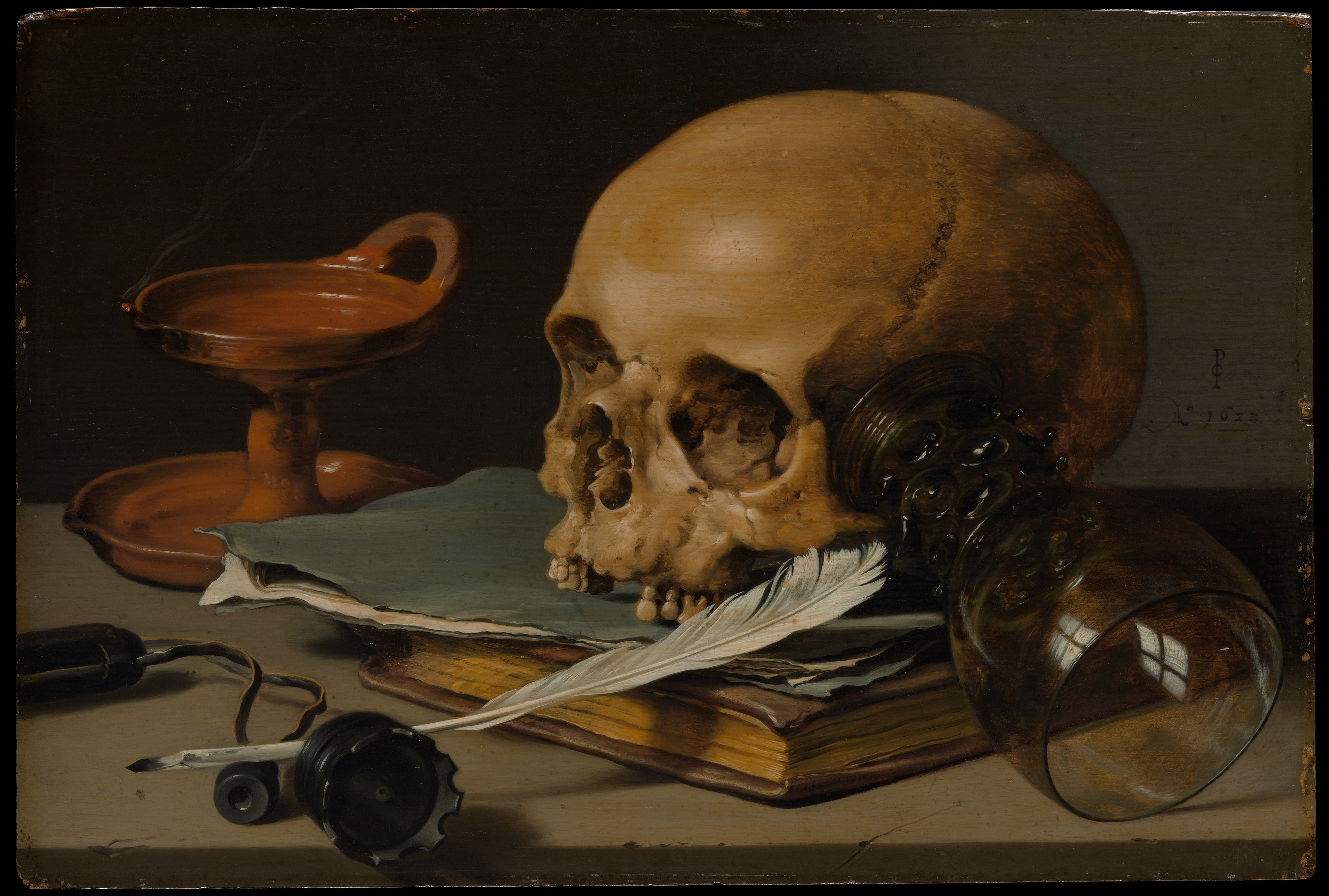
Pieter Claeszoon 1628

Le crâne humain évoque la mort physique. Dans la peinture de l'époque baroque, la nature morte associée à la présence d'un crâne servait à illustrer la vanité (défaut d'une personne qui a une trop haute opinion d'elle-même). Le crâne agissait ainsi comme un rappel à la fatalité que constitue la mort et comme un appel à l'humilité. Dans les légendes européennes et asiatiques, le crâne humain est un homologue de la voûte céleste. Dans le cabinet de réflexion, il rappelle le thème alchimique de la putréfaction.

### Miroir
Dans certains rites un miroir peut être placé sur la table du cabinet de réflexion, selon Percy John Harvey, il signifie la recherche de la connaissance de soi ainsi que l'introspection. Dans l'Antiquité, le miroir (speculum) était destiné à l'observation du ciel.

### Sablier
Le sablier symbolise le temps. Induisant le sens de l'écoulement du temps, le sablier rappelle une réalité essentielle : la durée limitée de l'existence terrestre. Le sablier est ainsi associé aux cycles immuables que sont la naissance et la mort et aux notions de vieillissement, de fatalité et d’irréversibilité.  Les deux parties du sablier peuvent être assimilées au ciel et à la terre. 

### Faux

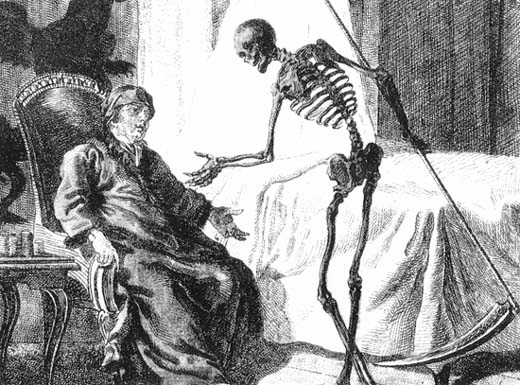
Représentation de la Faucheuse comme l'une des allégories de la mort.

Instrument agricole et symbole de la Mort, dessinée parfois derrière le sablier dans le cabinet de réflexion, la faux recoupe la parabole de la moisson et évoque le grain qui meurt pour donner la vie. Dans la mythologie de l'Antiquité c'est Cronos qui est représenté tenant la faux et le sablier. Au Moyen Âge, lors des ravages de la peste noire apparaît une représentation anthropomorphisée de la mort, nommée "La Grande Faucheuse". Celle-ci tuerait sans distinction de classe les malades d'un coup de faux. Saturne, ancien dieu romain de l'agriculture et du temps, armé d'une faux, prend d'un côté (temps, mort, épidémies...) et rend de l'autre (moisson, été, abondance) sans distinction également. La faux pourrait donc comprendre une notion d'égalité.

### Coq
Le coq est identifié au soleil dans les mythologies de l'Inde et des tribus Pueblo amérindiennes. Dans les croyances zoroastriennes, il est le symbole de la protection du bien contre le mal. Les anciennes croyances rapportent que les esprits maléfiques, actifs la nuit, étaient chassés par le chant du coq avant l'aube : « L'oiseau de l'aube chante toute la nuit ; et alors, dit-on, aucun esprit n'ose s'aventurer au dehors. » (Hamlet, Acte I, sc.1). Le coq représente également le mercure, au sens alchimique du terme.

### Pain
Associé au blé, le pain évoque la vie et combiné au levain il symbolise la transformation spirituelle du récipiendaire. Il peut également être associé à la peine et au travail, comme l'évoque le Livre de la Genèse (III-19) « C'est à la sueur de ton front que tu mangeras du pain jusqu'à ton retour au sol car de lui tu as été pris ».  Ce passage peut-être mis en lien avec la première phase de l'initiation, la mort symbolique, le retour au sol. Le pain comprend également les quatre éléments de base de l'alchimie : la terre (farine et four), l'eau (liquide),  l'air (fermentation du levain) et le feu (cuisson).  

### Eau
L'eau est l'élément sans lequel la vie n'est possible, c'est d'ailleurs le symbole de toute source de vie chez les Égyptiens. Sa présence est dans la mythologie greco-romaine notoire : le Styx, fleuve dont les eaux glacées symbolisent le passage de la vie à la mort avec son inquiétant passeur Caron. Dans la tradition Judéo-Chrétienne, l’eau symbolise la purification, le renouveau.

### Sel, soufre et mercure

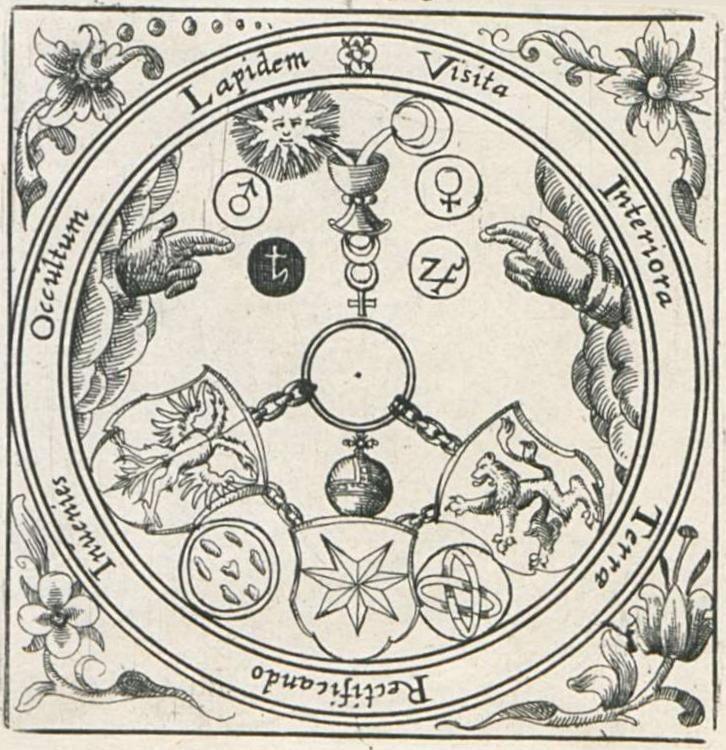
Représentation alchimique par Stolz von Stolzenberg en 1624

Sur la petite table ou le néophyte écrit son testament philosophique, se trouvent trois récipients contenant les trois éléments de base de toute transmutation : soufre, sel et mercure. Le mercure était pour les orfèvres un produit noble qui permettait de purifier l’or et l’argent en les débarrassant de toutes les « impuretés » métalliques. En alchimie, le sel, le soufre et le mercure désignent les trois principes fondateurs de toutes choses.

## Pratique
Le cabinet de réflexion possède diverses appellations et formes de pratique selon les rites. Au Rite français moderne, le lieu est nommé « chambre de réflexions ». Dans le Rite forestier, le postulant, appelé « Guêpier » ou « Briquet », est enfermé dans une « Cabane ».  Selon le Rite émulation, le candidat se recueille seul dans un local contigu à la loge appelé « cabinet de méditation » ou « chambre de réflexion ». Enfin, au Rite écossais ancien et accepté, le cabinet de réflexion n’apparaît pas lors des initiations sauf en France, en Belgique, en Grèce et dans les pays africains qui ont importé le REAA de la Grande Loge de France.

## En littérature
- Tolstoï, dans son roman Guerre et Paix, décrit un cabinet de réflexion en présentant l'initiation de Pierre Bezoukov.
- Dans le roman Le Symbole perdu, Dan Brown parle d'un cabinet de réflexion aux sous-sols du Capitole où se situent les indices pour la suite du roman.